# Marcos Zerbini
Marcos Antonio Zerbini, (São Paulo, 18 de janeiro de 1963), é um advogado e político brasileiro, filiado ao Partido da Social Democracia Brasileira (PSDB). Atualmente está em seu quarto mandato de deputado estadual pelo estado de São Paulo.

## Biografia
Nascido e criado na zona leste da capital paulistana. Filho de funileiro e sua mãe dona de casa, logo na adolescência participou de movimentos sociais junto à Igreja Católica num programa de alfabetização de adultos. Foi convidado para liderar um programa de habitação social, quando se mudou para PIRITUBA/JARAGUÁ, zona oeste da capital. Nessa época conheceu sua esposa, Cleusa Ramos, a qual juntos fundaram a Associação dos Trabalhadores Sem Terra – ATST. Desde 1988, é o Coordenador Geral da ATST. Desse trabalho surgiu um projeto novo, onde as famílias que participam do movimento se organizam, juntam seus recursos e COMPRAM grandes áreas de terra, implantando conjuntos habitacionais a um custo muito baixo. Formou-se em Direito pela Universidade de São Paulo – USP com muito esforço, pois não tinha recursos. Sempre usou seu diploma para defender o interesse dos mais pobres que participavam do movimento, e especializou-se em direito de Posse e Propriedade. Durante a faculdade, sustentava-se trabalhando como funileiro, profissão que seu pai lhe ensinou. Hoje, a ATST já ajudou mais de 20.000 famílias a conquistarem o seu lote e mais de 12 mil delas, já moram em sua própria casa. Idealizou também a Associação Educar Para a Vida, movimento universitário, que já ajudou mais de 70 mil jovens a ingressarem no curso superior com descontos nas mensalidades, através de convênios firmados com as faculdades. Marcos Zerbini tem uma filha, continua nos movimentos populares.
Eleito em 2000 e 2004 vereador da cidade de São Paulo e em 2006, 2010 (17ª legislatura (2011-2015) ), 2014 e 2018 eleito para deputado estadual pelo estado de São Paulo.
Atualmente é o titular da Subprefeitura de Pirituba/Jaraguá, desde 29 de março de 2023, nomeado pelo prefeito Ricardo Nunes.